# دون بارنز
دون بارنز (بالإنجليزية: Don Barnes)‏ هو عازف قيثارة ومغني أمريكي، ولد في 3 ديسمبر 1952.

## وصلات خارجية
- دون بارنز على موقع ميوزك برينز (الإنجليزية)
- دون بارنز على موقع ديسكوغز (الإنجليزية)